# セパルトゥラ
セパルトゥラ（Sepultura）は、ブラジル出身のヘヴィメタル・バンド。
南米のロック・アーティストとして、世界的な成功を収めたグループの一つ。バンドはカヴァレラ兄弟が主導した時代と、現行の2つの期に分かれる。

## 来歴

### マックス・カヴァレラ在籍時代（1984年 - 1996年）

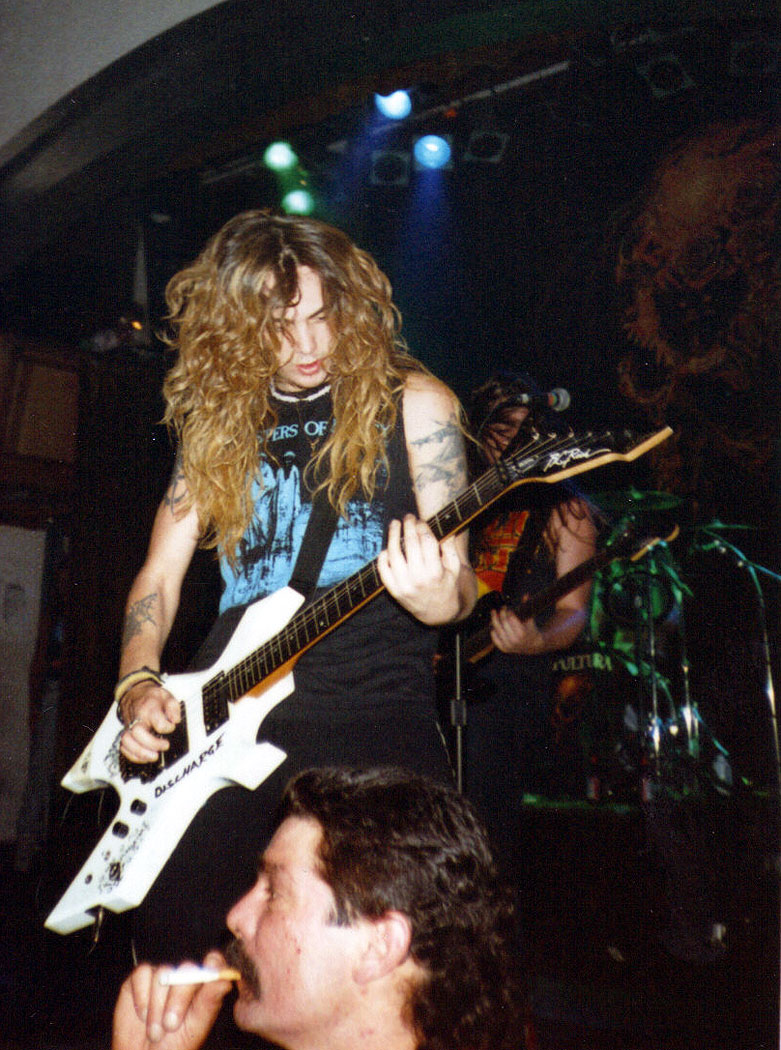
若き日のマックス・カヴァレラ(Vo/G)

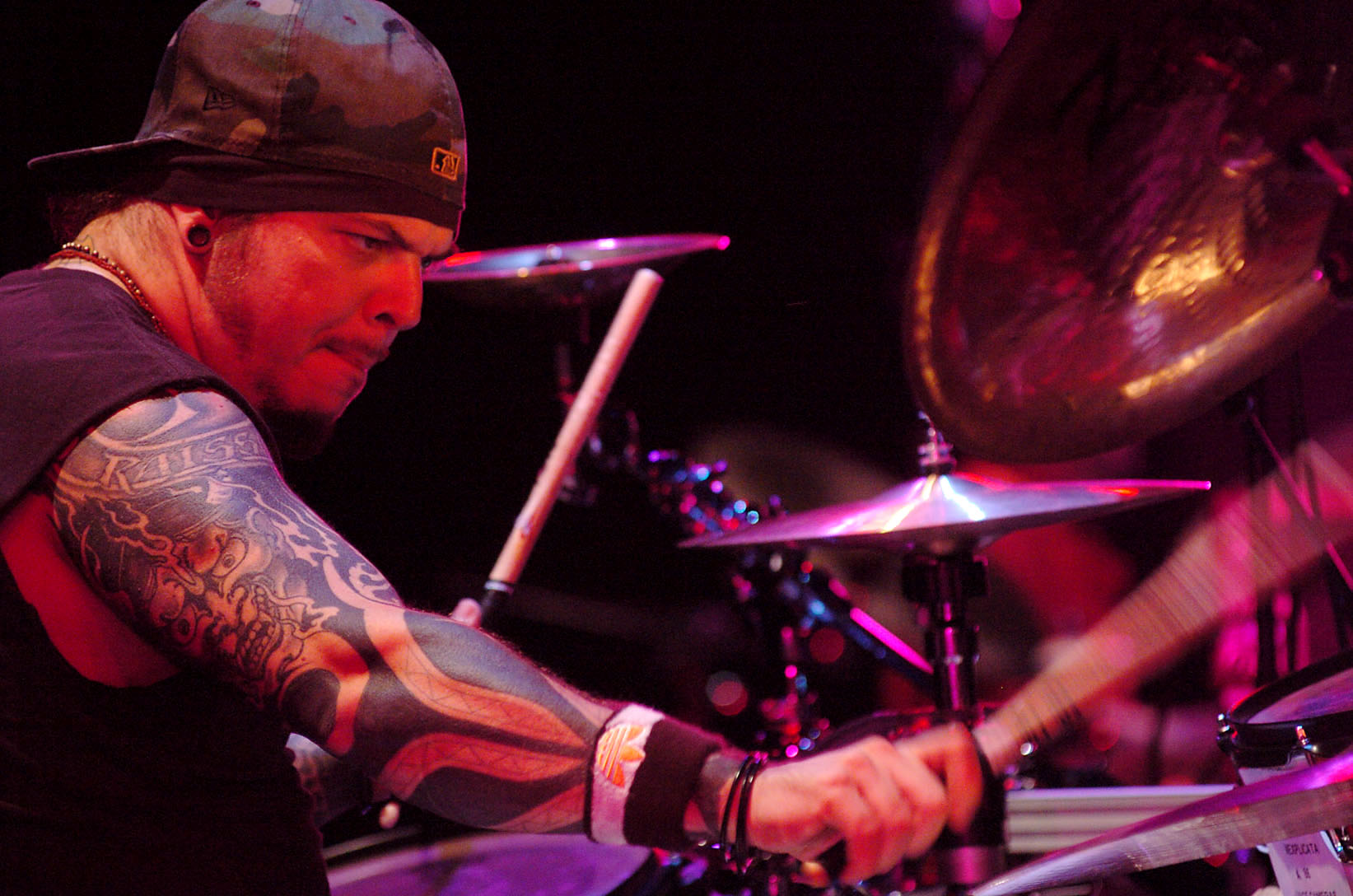
イゴール・カヴァレラ(Ds) 2006年

1984年、マックスとイゴールのカヴァレラ兄弟を中心として、ミナスジェライス州ベロオリゾンテで結成。翌1985年にワグナーがサルコファーゴ結成のため脱退、パウロ Jr.とジャイロ・ガウデスが加入し、マックスがヴォーカルを兼任。同年、オーヴァードーズとのスプリット・アルバムでレコード・デビューを果たした。
1986年には、バンド名義でのフル・アルバム『モービッド・ヴィジョン』を発表する。同作は、翌年にはドイツのレーベル「シャーク」を通じてヨーロッパでも発売された。2枚目のアルバムを発表した後の1987年にジャイロが脱退。後任として、マックスのローディーを務めていたアンドレアス・キッサーが加入した。
ブラジルで活動していた当時はヴェノムらの影響が色濃くブラックメタル色の強いサウンドであったが、ロードランナー・レコードと契約しアメリカに本拠地を移す中で、洗練されたスラッシュメタル・スタイルに変遷。その音楽性は1991年の『アライズ』で頂点に達した。バンドは、同アルバムで全英アルバムチャートのトップ40入りを果たし、アメリカのBillboard 200でも初のチャート・インを果たして119位に達した。
折からのポスト・スラッシュ、グルーヴ・メタルムーブメントの中で発表した『ケイオスA.D.』（1993年）は母国ブラジルの民族音楽の楽器やリズムを取り入れた重みのあるサウンドで、ビルボードチャートのトップ40に入る。続く『ルーツ』（1996年）では、マイク・パットンやコーンのジョナサン・デイヴィスと共演する一方で、ブラジル人ミュージシャンやブラジル先住民族とも共演して、ブラジル伝統音楽の色を強く打ち出した。
しかし、1996年にイギリスで開催された「モンスターズ・オブ・ロック」のステージに立つ直前、息子が急死したことを知らされたマックスが、妻でありバンドのマネージャーでもあるグロリアと共に会場を去ってしまう。土壇場でボーカリストを失ったバンドは3人編成でステージに立つことを余儀なくされた。この出来事がきっかけとなりマックスはバンドを脱退した。

### 新生セパルトゥラ以降（1997年 - 現在）

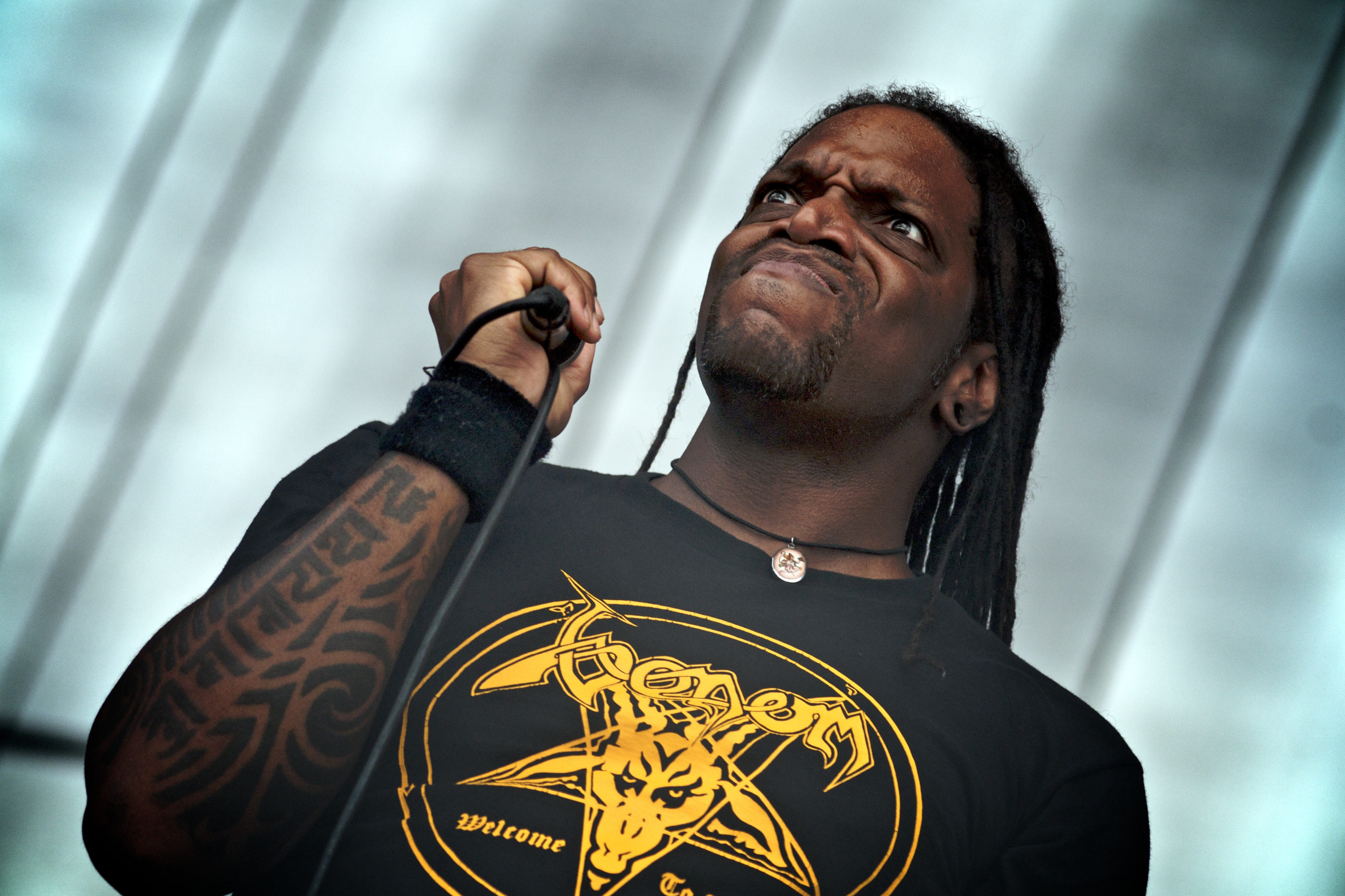
ドレッドヘアー時代のデリック(Vo) 2009年

1997年、バンドは新ボーカリストにデリック・グリーンを迎え、翌1998年にアルバム『アゲインスト』を発表。同アルバム収録曲「カマイタチ」では、日本の和太鼓集団鼓童と共演した。
2002年、バンドはロードランナー・レコードから離れ、新たにドイツのSPVや日本のビクターエンタテインメントと契約。同年には全曲ともカヴァーのEP『レヴォルソングス』をブラジルでリリース。2003年にはSPVからアルバム『ロアーバック』をリリースした。
2006年、10作目となるアルバム『ダンテ XXI』発表後、イゴールが脱退。バンドは後任に元ウドラのジーン・ドラベラを加えて活動を続ける。2008年には、母国ブラジルで放映されたフォルクスワーゲンのテレビCMに出演した。2009年には、「時計じかけのオレンジ」にインスパイアされたアルバム『A-LEX』を発表した。
2010年、バンドは新たに大手レーベル「ニュークリア・ブラスト」と契約して、2011年には移籍第1弾アルバム『カイロス』を発表。同年ジーンが脱退。後任は元アンドレ・マトスのエロイ・カサグランデ。
セパルトゥラ2013年、コンセプト・アルバムとなる13th『The Mediator Between Head and Hands Must Be the Heart』をリリース。2016年にはアンドレアス・キッサーが、地元ブラジル開催のパラリンピック閉会式でプレイ。
2017年、14thアルバム『Machine Messiah』をリリース。翌2018年には、17年ぶりの来日公演を開催。
2023年12月8日、バンド結成40周年を記念し、2024年にラストツアーを開催することを発表した。18か月間にわたって開催される予定で、ツアー終了後の2025年に解散する予定と発表した。
2024年2月6日、フェアウェル・ツアーのリハーサル数日前に、エロイ・カサグランデ（ドラムス）が別のプロジェクト(スリップノットでの活動)に専念するために突如脱退。バンドの声明によると、この脱退に関してバンド側は事前に聞かされていなかったという。フェアウェル・ツアーにはエロイに代わり、グレイソン・ネクルトマンが参加する。

## 補足
バンド名の「セパルトゥラ」とは、彼らの母国語であるポルトガル語で「墓」を意味する。モーターヘッドのアルバム『アナザー・パーフェクト・デイ』の収録曲"Dancing on Your Grave"にちなみ、結成メンバーのマックス・カヴァレラが名付けた。
かつて、創設者マックスとイゴールは長年に渡って確執があり、マックスが1996年にセパルトゥラを脱退してから10年近く顔を合わせることすらなかった。しかし、2007年にカヴァレラ・コンスピラシーというプロジェクトを共に立ち上げ、兄弟での音楽活動を再開している。

## メンバー

### 現ラインナップ
- デリック・グリーン (Derrick Green) - ボーカル (1997- ) ※リズムギター1997–2006
- アンドレアス・キッサー (Andreas Kisser) - ギター (1987- )
- パウロ Jr. (Paulo Xisto Pinto, Jr) - ベース (1984- )
- グレイソン・ネクルトマン (Greyson Nekrutman) - ドラムス (2024- )

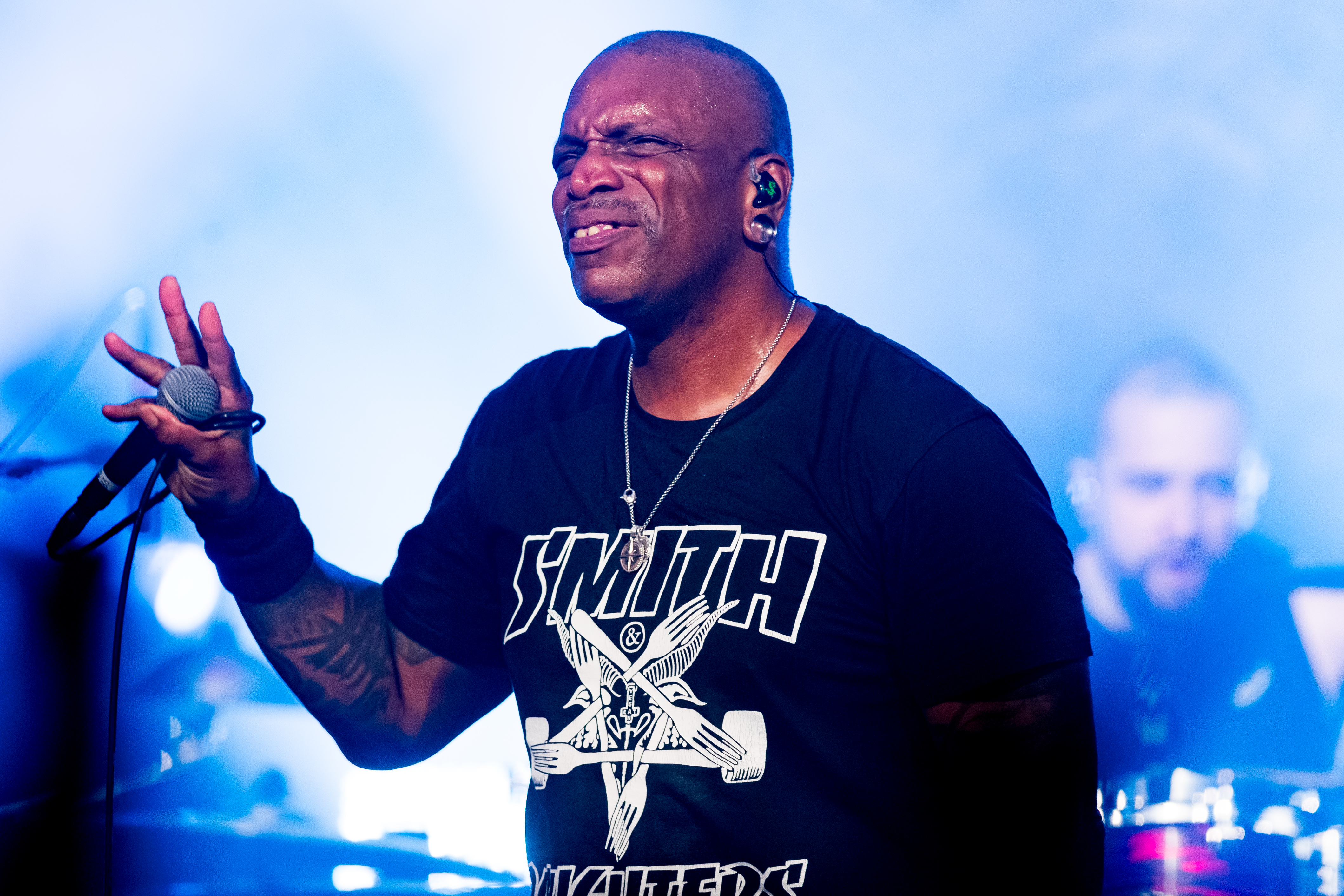
デリック・グリーン(Vo) 2023年
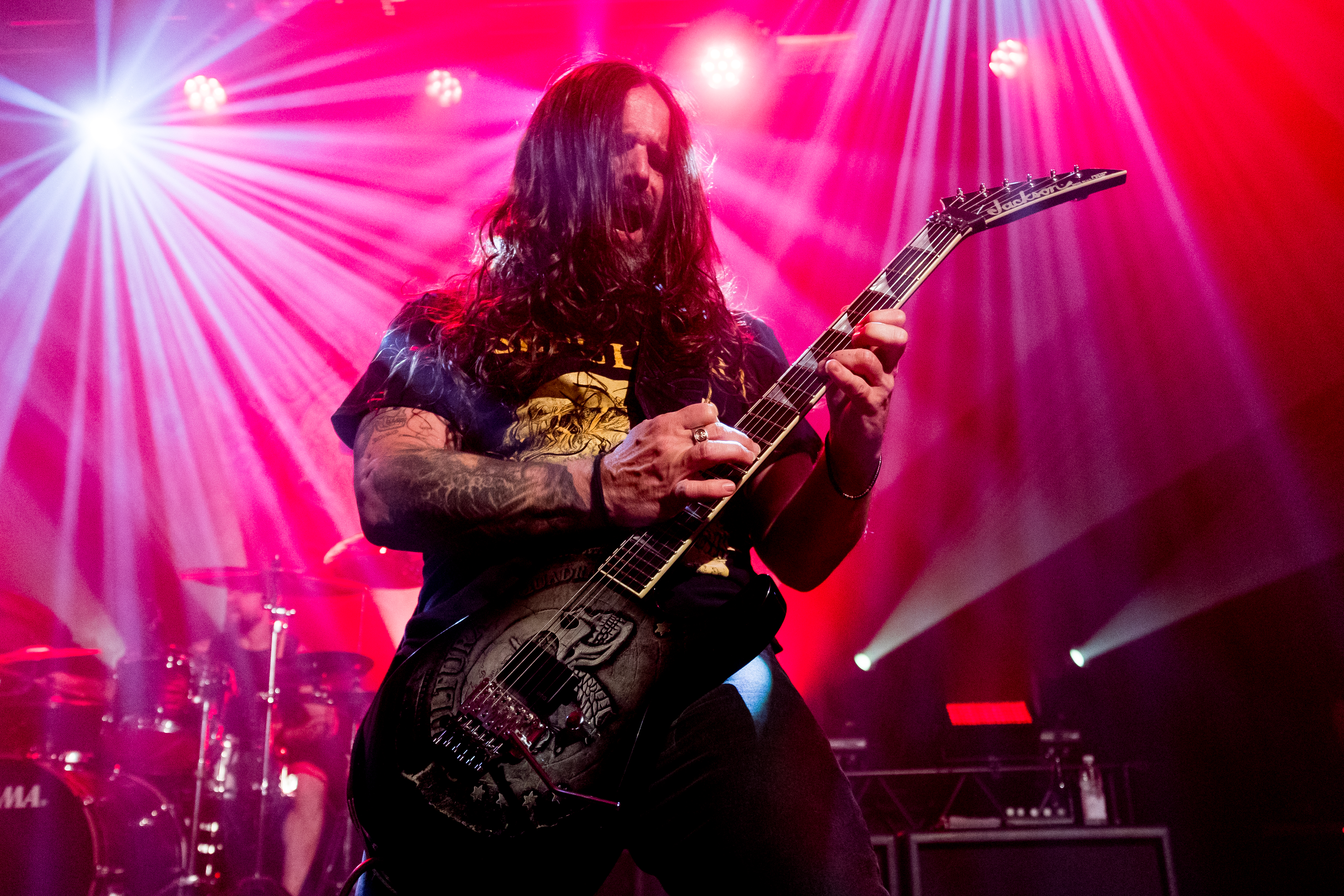
アンドレアス・キッサー(G) 2023年
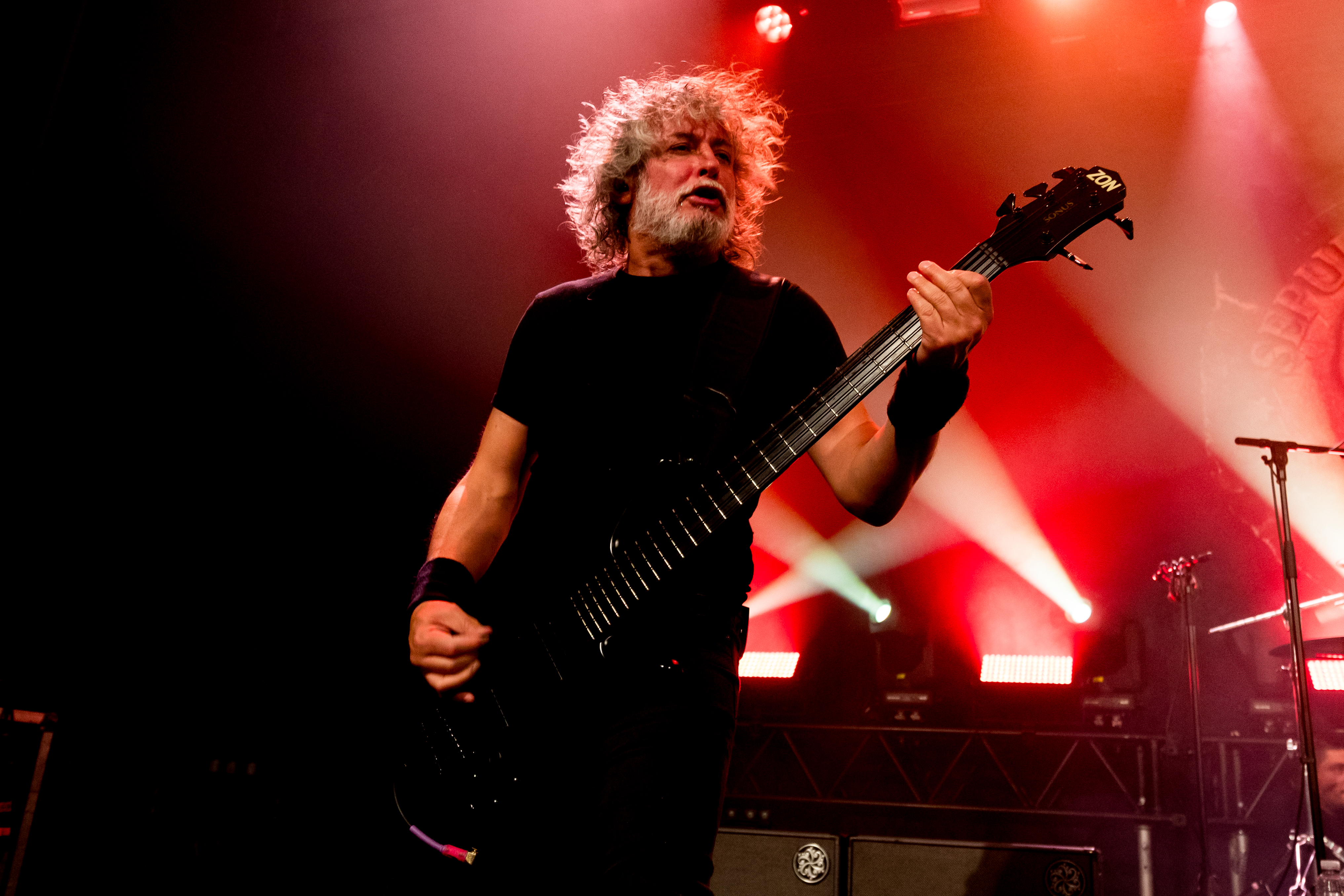
パウロ Jr.(B) 2023年
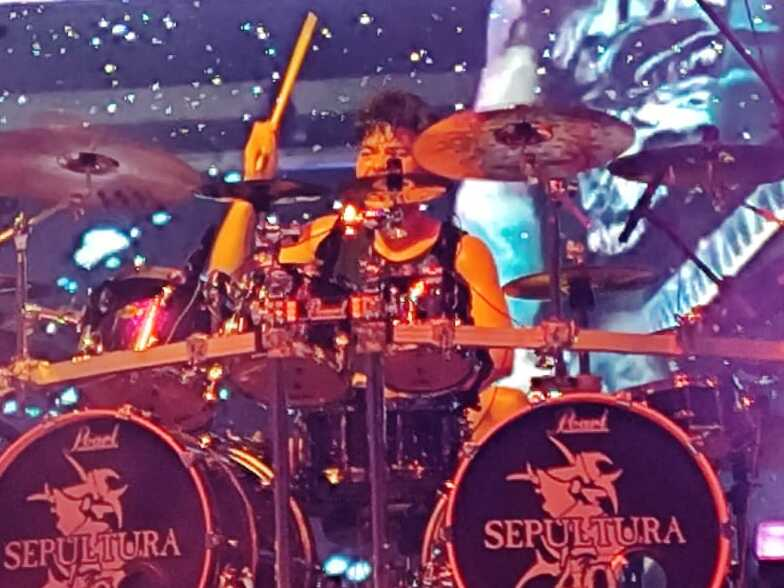
グレイソン・ネクルトマン(Ds) 2024年

### 旧メンバー
- ワグナー "アンチクライスト" ラモニエール (Wagner Lamounier) - ボーカル (1984-1985)　サルコファーゴで活動
- マックス・カヴァレラ (Max Cavalera) - ボーカル/リズムギター (1984-1996)　現ソウルフライ
- イゴール・カヴァレラ (Igor Cavalera) - ドラムス (1984-2006)
- ジャイロ・ガウデス (Jairo Guedes) - リードギター (1985-1987)
- ジーン・ドラベラ (Jean Dolabella) - ドラムス (2006-2011)
- エロイ・カサグランデ (Eloy Casagrande) -ドラムス (2011- 2024)

## ディスコグラフィー

### スタジオ・アルバム
- モービッド・ヴィジョン - Morbid Visions (1986年)
- スキッゾフリーニア - Schizophrenia (1987年)
- ビニース・ザ・リメインズ - Beneath the Remains (1989年)
- アライズ  - Arise (1991年)
- ケイオスA.D. - Chaos A.D. (1993年)
- ルーツ - Roots (1996年)
- アゲインスト - Against (1998年)
- ネイション - Nation (2001年)
- ロアーバック - Roorback (2003年)
- ダンテ XXI - Dante XXI (2006年)
- A-LEX (2009年)
- カイロス - Kairos (2011年)
- The Mediator Between Head and Hands Must Be the Heart (2013年)
- マシーン・メサイア - Machine Messiah（2017年)
- クアドラ - Quadra (2020)

### ライブ・アルバム
- アンダー・ア・ペイル・グレイ・スカイ - Under a Pale Grey Sky (2002年)
- Live in São Paulo (2005年）
- Metal Veins - Alive in Rock in Rio (2014年)
- セパルクァルタ - SepulQuarta(2021年)

### コンピレーション・アルバム
- The Roots of Sepultura (1996年)
- ブラッド・ルーティッド - Blood-Rooted (1997年)
- ザ・ベスト・オブ・セパルトゥラ - The Best of Sepultura (2006年)

### EP
- ビスティアル・ディヴァステーション - Bestial Devastation (1985年)
- サード・ワールド・ポッセ - Third World Posse (1992年)
- Refuse/Resist (1993年)
- Natural Born Blasters (1996年)
- Procreation of the Wicked (1997年)
- レヴォルソングス - Revolusongs (2002年)